# Tomislav Ivić (polityk)
Tomislav Ivić (ur. 1 lutego 1961 w Veliškovci) – chorwacki polityk, nauczyciel i samorządowiec, deputowany, wiceminister i sekretarz stanu, w latach 2009–2011 minister rodziny, spraw weteranów i solidarności pokoleń.

## Życiorys
W 1979 ukończył szkołę średnią w Valpovie, a w 1983 studia na wydziale nauk politycznych Uniwersytetu w Zagrzebiu. Pracował w szkołach w Osijeku i Valpovie, prowadził też własną działalność gospodarczą. Jako ochotnik uczestniczył w wojnie w Chorwacji. Zaangażował się w działalność polityczną w ramach Chorwackiej Wspólnoty Demokratycznej (HDZ), został przewodniczącym tej partii w żupanii osijecko-barańskiej.
W 2004 powołany na sekretarza stanu w ministerstwie rodziny, spraw weteranów i solidarności pokoleń. Od lipca 2009 do grudnia 2011 w randze ministra stał na czele tego resortu w rządzie Jadranki Kosor. W wyborach w 2007 i w 2011 uzyskiwał mandat posła do Zgromadzenia Chorwackiego VI i VII kadencji. W 2016 objął stanowisko wiceministra w ministerstwie obrony, w kierownictwie resortu pozostawał przez kilka lat (później w randze sekretarza stanu). W maju 2020 został upoważniony do kierowania ministerstwem obrony do czasu powołania nowego ministra, obowiązki te wykonywał do lipca tegoż roku.